# Karłosuseł znakowany
Karłosuseł znakowany (Xerospermophilus perotensis) – endemiczny gatunek gryzonia z rodziny wiewiórkowatych. Zamieszkuje suche regiony środkowego i wschodniego Meksyku.

## Systematyka
Na podstawie badań filogenetycznych (2009) z rodzaju Spermophilus wydzielono nowy rodzaj karłosuseł (Xerospermophilus), który objął także X. perotensis (uprzednio Spermophilus Ictidomys perotensis).

## Rozmieszczenie geograficzne
Karłosuseł znakowany zamieszkuje suche regiony środkowego i wschodniego Meksyku (stany: Veracruz i Puebla).